# Liste der Kulturdenkmale in Ebersbach-Neugersdorf
Die Liste der Kulturdenkmale in Ebersbach-Neugersdorf enthält die Kulturdenkmale der sächsischen Kleinstadt Ebersbach-Neugersdorf im Landkreis Görlitz (ohne archäologische Kulturdenkmale). Die Anmerkungen sind zu beachten. 
Die Denkmale sind nach Ortsteilen und Straßennamen aufgeteilt:
- Liste der Kulturdenkmale in Ebersbach/Sa. (A–L)
- Liste der Kulturdenkmale in Ebersbach/Sa. (M–Z)
- Liste der Kulturdenkmale in Neugersdorf (A–L)
- Liste der Kulturdenkmale in Neugersdorf (M–Z)

Diese Liste ist eine Teilliste der Liste der Kulturdenkmale in Görlitz.

## Streichungen von der Denkmalliste (Ebersbach)
| Bild                                    | Bezeichnung                                     | Lage                                | Datierung                  | Beschreibung | ID       |
| --------------------------------------- | ----------------------------------------------- | ----------------------------------- | -------------------------- | --- | -------- |
| Direkt Bild zu diesem Denkmal hochladen | Wohnhaus (Umgebinde)                            | August-Bebel-Straße 2 (Karte)       | Mitte 19. Jahrhundert      | Eingeschossig, baugeschichtlich und sozialgeschichtlich von Bedeutung; zwischen 2010 und 2013 abgerissen. Originale Fenster, zwei Dachhäuschen, Biberschwanzdeckung, Blitzableiter. | 09225655 |
| Direkt Bild zu diesem Denkmal hochladen | Wohnhaus                                        | August-Bebel-Straße 5 (Karte)       | 2. Hälfte 19. Jahrhundert  | Eingeschossig mit Satteldach und zwei Dachgaupen, baugeschichtlich und sozialgeschichtlich von Bedeutung. Originale Fenster, Blitzableiter, Abbruchgenehmigung vom 7. April 2009 (Untere Denkmalschutzbehörde). Zwischen 2010 und 2013 abgerissen. | 09225654 |
| Direkt Bild zu diesem Denkmal hochladen | Wohnstallhaus (Umgebinde) eines Bauernhofes     | August-Bebel-Straße 7 (Karte)       | 1. Hälfte 19. Jahrhundert  | Obergeschoss Fachwerk, verschiefert, baugeschichtlich und sozialgeschichtlich von Bedeutung. Haustür von ca. 1900, schmiedeeiserne Gitter. Zwische 2017 und 2024 aus der Denkmalliste gestrichen, ruinös. | 09225653 |
| Weitere Bilder                          | Wohnhaus (Umgebinde)                            | Bachstraße 24 (Karte)               | Anfang 19. Jahrhundert     | Obergeschoss Fachwerk, verschiefert, baugeschichtlich und sozialgeschichtlich von Bedeutung. Erdgeschoss verbrettert, alte Tür, ein Dachhäuschen, zweigeschossiger Rückbau, verändert, gefährdet, leerstehend. Zwischen 2020 und 2024 abgerissen. | 09225810 |
| Direkt Bild zu diesem Denkmal hochladen | Wohnhaus mit rückwärtigem Anbau und Einfriedung | Bautzener Straße 17 (Karte)         | Bezeichnet mit 1824        | Obergeschoss Fachwerk, baugeschichtlich von Bedeutung; zwischen 2014 und 2016 abgerissen | 09226051 |
| Direkt Bild zu diesem Denkmal hochladen | Wohn- und Verwaltungsgebäude einer Fabrik       | Bautzener Straße 55 (Karte)         | 4. Viertel 19. Jahrhundert | Putzbau mit weitgehend originaler Bausubstanz, baugeschichtlich von Bedeutung; zwischen 2008 und 2013 abgerissen | 09225908 |
| Direkt Bild zu diesem Denkmal hochladen | Villenartiges Wohnhaus                          | Dammstraße 9 (Karte)                | Um 1900                    | Putzbau mit Fensterverdachungen und hölzernen Schmuckformen, baugeschichtlich von Bedeutung. Zwischen 2017 und 2024 aus der Denkmalliste gestrichen. | 09225957 |
| Direkt Bild zu diesem Denkmal hochladen | Wohnhaus                                        | Georgswalder Straße 42 (Karte)      | Um 1930                    | Putzbau im Stil der 1930er Jahre mit Lisenengliederung und großer Schleppgaube, baugeschichtlich von Bedeutung. Originale Tür und Fenster, ungewöhnliche Fensteranordnung. Zwischen 2017 und 2024 aus der Denkmalliste gestrichen. | 09225921 |
| Direkt Bild zu diesem Denkmal hochladen | Wohnhaus (Umgebinde)                            | Hauptstraße (Ebersbach) 10 (Karte)  | Mitte 19. Jahrhundert      | Eingeschossig, mit großer Schleppgaube, bau- und sozialgeschichtlich von Bedeutung. Zwischen 2017 und 2024 aus der Denkmalliste gestrichen. | 09226401 |
| Direkt Bild zu diesem Denkmal hochladen | Wohnhaus (Umgebinde) mit Einfriedung            | Hauptstraße (Ebersbach) 39 (Karte)  | 1. Hälfte 19. Jahrhundert  | Eingeschossig, verbrettert, baugeschichtlich und sozialgeschichtlich von Bedeutung; zwischen 2014 und 2016 abgerissen. Giebel mit Kunstschiefer verkleidet, Fenster zum Teil original, mit drei Dachhäuschen. | 09225587 |
| Weitere Bilder                          | Wohnhaus (Umgebinde), mit rückwärtigem Anbau    | Hauptstraße (Ebersbach) 41 (Karte)  | Mitte 19. Jahrhundert      | Eingeschossig, Giebel verschiefert, bau- und sozialgeschichtlich von Bedeutung. Zum Teil nicht denkmalgerechte Verschieferung, mit Dachhäuschen. Zwischen 2017 und 2024 aus der Denkmalliste gestrichen. | 09225586 |
| Direkt Bild zu diesem Denkmal hochladen | Wohnhaus (Umgebinde), mit Anbau                 | Hauptstraße (Ebersbach) 138 (Karte) | Mitte 19. Jahrhundert      | Eingeschossig, baugeschichtlich und sozialgeschichtlich von Bedeutung; abgerissen. Zum Teil originale Fenster, Blockstube mit Kunststoffplatten verkleidet, Abbruchgenehmigung vom 5. März 2008. | 09226326 |
| Weitere Bilder                          | Wohnhaus (Umgebinde) mit Anbau                  | Hauptstraße (Ebersbach) 149 (Karte) | Mitte 19. Jahrhundert      | Eingeschossig, bau- und sozialgeschichtlich von Bedeutung, Biberschwanzbedachung mit vergrößertem Dachhecht (1930er Jahre entstanden). Zwischen 2016 und 2018 abgerissen. | 09226007 |
| Direkt Bild zu diesem Denkmal hochladen | Wohnhaus (Umgebinde)                            | Hauptstraße (Ebersbach) 179 (Karte) | 2. Hälfte 19. Jahrhundert  | Eingeschossiges Doppelstubenhaus, bau- und sozialgeschichtlich von Bedeutung, Schieferdachdeckung mit drei Dachhäuschen. Zwischen 2017 und 2024 aus der Denkmalliste gestrichen. | 09226040 |
| Direkt Bild zu diesem Denkmal hochladen | Wohnhaus                                        | Hofeweg 14 (Karte)                  | 2. Hälfte 19. Jahrhundert  | Eingeschossig, Giebel verbrettert, baugeschichtlich und sozialgeschichtlich von Bedeutung. Zum Teil originale Fenster, drei Dachhäuschen, Biberschwanzdeckung. Abbruchgenehmigung vom 27. Oktober 2016 (Untere Denkmalschutzbehörde Görlitz). Zwischen 2016 und 2018 abgerissen. | 09226324 |
| Direkt Bild zu diesem Denkmal hochladen | Wohnhaus                                        | Martin-Niemöller-Straße 5 (Karte)   |                            | Putzbau mit Gurtgesimsen, übergiebeltem Mittelrisalit und verzierten Fenstergesimsen, über der Tür bezeichnet, baugeschichtlich von Bedeutung | 09225692 |
| Direkt Bild zu diesem Denkmal hochladen | Wohnhaus (Umgebinde)                            | Oststraße (Ebersbach) 37 (Karte)    | Mitte 19. Jahrhundert      | Eingeschossig, Giebel verschiefert, baugeschichtlich und sozialgeschichtlich von Bedeutung; zwischen 2014 und 2016 abgerissen und durch Neubau ersetzt. Untergeschoss verkleidet, zum Teil originale Fenster, Abbruchgenehmigung vom 13. Oktober 2014. | 09226027 |
| Direkt Bild zu diesem Denkmal hochladen | Wohnhaus (Umgebinde)                            | Reichsstraße 14 (Karte)             | 2. Viertel 19. Jahrhundert | Obergeschoss Fachwerk, verschiefert, baugeschichtlich von Bedeutung; abgerissen. Dachdeckung Schiefer, rechte Hälfte verändert, zum Teil originale Fenster. | 09226403 |
| Direkt Bild zu diesem Denkmal hochladen | Ländliches Wohnhaus                             | Seitenstraße 27 (Karte)             | 2. Hälfte 19. Jahrhundert  | Wohl einst Umgebindehaus, bau- und sozialgeschichtlich von Bedeutung, zum Teil originale Fenster, Haustür erneuert, Giebel rechts verschiefert, links verbrettert, Blockstube wahrscheinlich unter Putz. Zwischen 2017 und 2024 aus der Denkmalliste gestrichen. | 09226343 |
| Direkt Bild zu diesem Denkmal hochladen | Wohnstallhaus (Umgebinde)                       | Uferstraße 17 (Karte)               | 1. Hälfte 19. Jahrhundert  | Obergeschoss Fachwerk, verbrettert, Giebel verschiefert, baugeschichtlich von Bedeutung, originale Tür und Fenster, ruinöser Zustand, sehr gefährdet, Verschieferung in blau-weißem Muster. Abbruchgenehmigung vom 11. August 2014. Zwischen 2016 und 2018 abgerissen. | 09225903 |
| Direkt Bild zu diesem Denkmal hochladen | Wohnhaus (Umgebinde)                            | Weberstraße (Ebersbach) 2 (Karte)   | 1. Hälfte 19. Jahrhundert  | Obergeschoss Fachwerk, verbrettert, baugeschichtlich von Bedeutung; zwischen 2014 und 2016 abgerissen. Originale Fenster, Tür, originale Biberschwanzdeckung mit drei Fledermausgauben, Abbruchgenehmigung vom 30. April 2015 (LRA Görlitz). Haus wurde fachgerecht abgebaut und soll in Neusalza-Spremberg wieder aufgebaut werden (Rumburger Straße 20). Danach ist der Denkmalstatus erneut zu prüfen. | 09225595 |
| Direkt Bild zu diesem Denkmal hochladen | Wohnhaus (Umgebinde) mit Vorlaube               | Wiesenstraße (Ebersbach) 9 (Karte)  | 1. Hälfte 19. Jahrhundert  | Obergeschoss Fachwerk, Giebel verschiefert, baugeschichtlich von Bedeutung; nach 2014 von der Denkmalliste gestrichen | 09226375 |

## Streichungen von der Denkmalliste (Neugersdorf)
| Bild                                    | Bezeichnung | Lage                                          | Datierung                 | Beschreibung | ID       |
| --------------------------------------- | --- | --------------------------------------------- | ------------------------- | --- | -------- |
| Direkt Bild zu diesem Denkmal hochladen | Wohnhaus (Umgebinde)                                                                                               | Bleichenstraße 20 (Karte)                     | 18. Jahrhundert           | Obergeschoss Fachwerk, bau- und sozialgeschichtlich von Bedeutung, Kern älter, Türstock und Eingangsfenstergewände aus Naturstein, Obergeschoss verbrettert, dekorative Bogenleiste, Fensterrahmen im Oberstock mit Giebel, Giebel verschiefert (Sonnenmotiv), Satteldach, alte Blitzableiter. Zwischen 2020 und 2024 abgerissen und durch Neubau ersetzt. | 09226547 |
| Direkt Bild zu diesem Denkmal hochladen | Wohnhaus (Umgebinde)                                                                                               | Ernst-Thälmann-Straße 16 (Karte)              | Mitte 19. Jahrhundert     | Obergeschoss Fachwerk, baugeschichtlich und sozialgeschichtlich von Bedeutung; zwischen 2014 und 2016 abgerissen. Oberstock und Giebel Fachwerk, verbrettert, Oberstockfenster durch Pilaster der Verbretterung gerahmt, Krüppelwalmdach, Erdgeschoss zum Teil verändert, Korbbogen, Abbruchgenehmigung vom 5. März 2015. | 09226631 |
| Direkt Bild zu diesem Denkmal hochladen | Wohnhaus | Ernst-Thälmann-Straße 36 (Karte)              | 18. Jahrhundert           | Obergeschoss Fachwerk, repräsentativer Bau, baugeschichtlich und hausgeschichtlich von Bedeutung; zwischen 2010 und 2014 abgerissen. | 09226544 |
| Direkt Bild zu diesem Denkmal hochladen | Teil der ehemaligen Buntweberei und Färberei C. G. Hoffmann, Lautex; Verwaltungs- und anschließendes Fabrikgebäude | Ernst-Thälmann-Straße 44 (Karte)              | 2. Hälfte 19. Jahrhundert | Verwaltungs- und Fabrikbau aufwändig in Neorenaissance, wirtschaftsgeschichtlich, baugeschichtlich, technikgeschichtlich und ortsgeschichtlich von Bedeutung; 2014 abgerissen. Verwaltungsgebäude: dreigeschossig, Eingang mit ionischen Säulen, wie Fabrikgebäude aufwendig in Formen der Neurenaissance, Abbruch 2012–2014 Fabrikgebäude Haus R (siehe Objekt-Nummer 09226666): war massiv, dreigeschossig, zweifarbiger Klinker, Sandsteinsockel, Rundbogenfenster, Gurtgesims, Zahnschnitt, Giebelbekrönungen, Satteldach, Abbruchgenehmigung vom 12. April 2011 für Gebäude R, Abriss 2011, Abbruchgenehmigung für Gebäude F, Flurstück 1795/2 vom 29. August 2012 | 09226805 |
| Weitere Bilder                          | Mietvilla | Hauptstraße (Neugersdorf) 9 (Karte)           | Nach 1910                 | Reformstil der Zeit nach 1910 mit Art-déco-Elementen, baugeschichtlich, baukünstlerisch und straßenbildprägend von Bedeutung, singulär, zweigeschossig, turmartige Auslucht mit Eingang, Reliefdarstellungen, Erker, Holzlaube, Dachhäuschen, Walmdach, reichhaltige zeittypische Verzierungen aus Stein und Holz. 2018 abgerissen. | 09226737 |
| Direkt Bild zu diesem Denkmal hochladen | Schaupavillon | Hauptstraße (Neugersdorf) 72 (Karte)          | Ende 19. Jahrhundert      | An der Straße gelegen, in dem das im Anwesen produzierte oder angebotene Produkt ausgestellt wird, Rahmung des großen Fensters in Betonelementen mit kunstvoller Gestaltung unter Verwendung von Lisenen, Gesimsen, Mittelaufsatz, Diamantquadern und floralen Reliefs, baugeschichtlich von Bedeutung; nach 2014 von der Denkmalliste gestrichen | 09303407 |
|                                         | Wohnhaus (Umgebinde)                                                                                               | Karl-Liebknecht-Straße 20 (Karte)             | 1. Hälfte 19. Jahrhundert | Eingeschossig, weitgehend im ursprünglichen Aussehen erhaltenes Beispiel der ortstypischen Holzbauweise, straßenbildprägend, baugeschichtlich von Bedeutung, alte Biberschwanzdeckung, Giebelverkleidung, Umgebinde und Blockstube verschalt. Zwischen 2020 und 2024 abgerissen und durch Neubau ersetzt. | 09274958 |
| Weitere Bilder                          | Wohnhaus (Umgebinde)                                                                                               | Rudolf-Breitscheid-Straße 12 (Karte)          | 2. Hälfte 19. Jahrhundert | Doppelstubenhaus, Obergeschoss Fachwerk, baugeschichtlich und straßenbildprägend von Bedeutung; zwischen 2014 und 2016 abgerissen | 09226839 |
| Direkt Bild zu diesem Denkmal hochladen | Umgebindeteil eines Wohnhauses                                                                                     | Rudolf-Breitscheid-Straße 35 (hinter) (Karte) | 1. Hälfte 19. Jahrhundert | Die andere Haushälfte des ehemaligen Doppelstubenhauses wurde abgebrochen, baugeschichtlich und sozialgeschichtlich von Bedeutung; 2010 abgerissen. | 09274929 |

## Tabellenlegende
- Bild: Bild des Kulturdenkmals, ggf. zusätzlich mit einem Link zu weiteren Fotos des Kulturdenkmals im Medienarchiv Wikimedia Commons. Wenn man auf das Kamerasymbol klickt, können Fotos zu Kulturdenkmalen aus dieser Liste hochgeladen werden:
- Bezeichnung: Denkmalgeschützte Objekte und ggf. Bauwerksname des Kulturdenkmals
- Lage: Straßenname und Hausnummer oder Flurstücknummer des Kulturdenkmals. Die Grundsortierung der Liste erfolgt nach dieser Adresse. Der Link (Karte) führt zu verschiedenen Kartendiensten mit der Position des Kulturdenkmals. Fehlt dieser Link, wurden die Koordinaten noch nicht eingetragen. Sind diese bekannt, können sie über ein Tool mit einer Kartenansicht einfach nachgetragen werden. In dieser Kartenansicht sind Kulturdenkmale ohne Koordinaten mit einem roten bzw. orangen Marker dargestellt und können durch Verschieben auf die richtige Position in der Karte mit Koordinaten versehen werden. Kulturdenkmale ohne Bild sind an einem blauen bzw. roten Marker erkennbar.
- Datierung: Baubeginn, Fertigstellung, Datum der Erstnennung oder grobe zeitliche Einordnung entsprechend des Eintrags in der sächsischen Denkmaldatenbank
- Beschreibung: Kurzcharakteristik des Kulturdenkmals entsprechend des Eintrags in der sächsischen Denkmaldatenbank, ggf. ergänzt durch die dort nur selten veröffentlichten Erfassungstexte oder zusätzliche Informationen
- ID: Vom Landesamt für Denkmalpflege Sachsen vergebene, das Kulturdenkmal eindeutig identifizierende Objekt-Nummer. Der Link führt zum PDF-Denkmaldokument des Landesamtes für Denkmalpflege Sachsen. Bei ehemaligen Kulturdenkmalen können die Objektnummern unbekannt sein und deshalb fehlen bzw. die Links von aus der Datenbank entfernten Objektnummern ins Leere führen. Ein ggf. vorhandenes Icon  führt zu den Angaben des Kulturdenkmals bei Wikidata.